# 賽氏魮
賽氏魮（学名：Barbus thysi）為輻鰭魚綱鯉形目鯉科的其中一個種。被IUCN列為瀕危保育類動物，分布於非洲喀麥隆西南部及費爾南多波島沿岸河川，體長可達6.4公分。

## 扩展阅读
維基物種上的相關：賽氏魮